# Smogorówka Dolistowska
Smogorówka Dolistowska [smɔɡɔˈrufka dɔlisˈtɔfska] est un village polonais de la gmina de Goniądz dans le powiat de Mońki et dans la voïvodie de Podlachie. Il se situe à environ 11 kilomètres à l'est de Goniądz, à 15 kilomètres au nord-est de Mońki et à 49 kilomètres au nord-ouest de Bialystok. 